# Seznam premiérů Indonésie
Toto je seznam premiérů Indonéské republiky od vzniku této funkce v roce 1945 až do jejího zániku v roce 1966. Od roku 1959 premiérovy pravomoci převzal prezident Sukarno a vládl zaštítěn oběma funkcemi. Po jeho smrti úřad premiéra zanikl.

## Seznam
| Pořadí | Portrét | Jméno                  | Od               | Do                | Délka mandátu   | Strana    |
| ------ | ------- | ---------------------- | ---------------- | ----------------- | --------------- | --------- |
| 1.     |         | Sutan Sjahrir          | 14. září 1945    | 27. června 1947   | 1 rok a 232 dní | PS        |
| 2.     |         | Amir Sjarifuddin       | 3. července 1947 | 29. ledna 1948    | 211 dní         | PS        |
| 3.     |         | Mohammad Hatta         | 29. ledna 1948   | 20. prosince 1949 | 1 rok a 326 dní | nestraník |
| 4.     |         | Abdul Halim            | 21. ledna 1950   | 6. září 1950      | 229 dní         | nestraník |
| 5.     |         | Mohammad Natsir        | 6. září 1950     | 27. dubna 1951    | 234 dní         | Masyumi   |
| 6.     |         | Soekiman Wirjosandjojo | 27. dubna 1951   | 3. dubna 1952     | 343 dní         | Masyumi   |
| 7.     |         | Wilopo                 | 3. dubna 1952    | 1. srpna 1953     | 1 rok a 121 dní | PNI       |
| 8.     |         | Ali Sastroamidjojo     | 1. srpna 1953    | 12. srpna 1955    | 2 roky a 12 dní | PNI       |
| 9.     |         | Burhanuddin Harahap    | 12. srpna 1955   | 26. března 1956   | 228 dní         | Masyumi   |
| (8.)   |         | Ali Sastroamidjojo     | 26. března 1956  | 9. dubna 1957     | 1 roky a 15 dní | PNI       |
| 10.    |         | Djuanda Kartawidjaja   | 9. dubna 1957    | 9. července 1959  | 2 roky a 92 dní | nestraník |
| 11.    |         | Sukarno                | 9. července 1959 | 12. března 1967   | 7 let a 247 dní | nestraník |